# Oberneukirchen (Austria)
Oberneukirchen è un comune austriaco di 3 157 abitanti nel distretto di Urfahr-Umgebung, in Alta Austria; ha lo status di comune mercato (Marktgemeinde). Il 1º novembre 1938 ha inglobato i comuni soppressi di Waxenberg e Waldschlag.